# ようこそ実力至上主義の教室へ (テレビアニメ)
『ようこそ実力至上主義の教室へ』（ようこそじつりょくしじょうしゅぎのきょうしつへ）は、衣笠彰梧による同名のライトノベルを原作とした日本のテレビアニメ。第1期はAT-X、TOKYO MXほかにて2017年7月から9月まで放送された。原作小説の1年生編1 - 3巻の内容を基にアニメ化されている。
第2期『ようこそ実力至上主義の教室へ 2nd Season』はAT-X、TOKYO MXほかにて2022年7月から9月まで放送された。原作小説の1年生編4 - 7.5巻の内容を基にアニメ化されている。
第3期『ようこそ実力至上主義の教室へ 3rd Season』はAT-X、TOKYO MXほかにて2024年1月から3月まで放送された。原作小説の1年生編8 - 11.5巻の内容を基にアニメ化されており、これによって原作小説の1年生編が全てアニメ化されることとなった。なお、第3期は当初は2023年に放送予定だったが、諸事情により変更された。
2024年9月に第4期「4th Season2年生編1学期」の制作が発表された。

## あらすじ
物語の舞台は進学・就職率共に100％と言われる進学校・高度育成高等学校。同校では全生徒に月10万円相当のプライベートポイントが支給されるだけでなく、授業中の私語や居眠りなどのサボタージュも黙認されていた。新入生である主人公・綾小路清隆が配属されたDクラスは問題児ばかりであり、彼らは同校の好待遇を利用し、自堕落な生活を送っていた。しかし、入学から1か月後、毎月振り込まれるはずのポイントがDクラスの生徒には振り込まれておらず、その原因が今までの自堕落な生活によって学校からの評価を大きく落としたことであることが担任から告げられる。Dクラスの面々は同校が優秀なものだけが好待遇を受けられる実力主義の学校だという事実を知ることとなる。

## 登場人物
声の項は特記が無い限りテレビアニメ版の担当声優。また、本作は作中で度々クラス名が変わるため、物語開始時点のクラス名を表記している。
綾小路清隆（）
声 - 千葉翔也
本作の主人公。Dクラスの男子生徒で、クラス内でも特に目立たず、やる気のない性格をしている。極めて高い学力と身体能力を持っているが、穏やかに過ごすことを目的としているために周囲には実力を隠している。

堀北鈴音（）
声 - 鬼頭明里
Dクラスのリーダーを務める女子生徒。兄は学園の生徒会長を務める堀北学。成績は優秀だが性格に難があり、友人関係は不要という考えからクラスメイトとは交流を絶っている。

櫛田桔梗（）
声 - 久保ユリカ
Dクラスに所属する明るい性格の女子生徒。常に笑顔を絶やさず人当たりも良いことから男女問わず好かれる人気者だが、周囲に隠している裏の顔がある。

軽井沢恵（）
声 - 竹達彩奈
Dクラスのヒエラルキー最上位にいるギャル系の女子生徒で、クラス内の女子をまとめている。クラスメイトの平田と入学早々交際している。

龍園翔（）
声 - 水中雅章
Cクラスのリーダーを務める男子生徒。頭の回転が速く、勝つためには手段を選ばずに様々な奇策で標的を陥れる。クラスメイトからは恐れられている一方で能力の高さを認められている。

一之瀬帆波（）
声 - 東山奈央
Bクラスのリーダーを務める女子生徒。明るくで社交的な性格からクラスメイトに限らず多くの同級生と幅広く交友関係を持っている。他の生徒とは比べ物にならないほど大量のプライベートポイントを保有しているがその理由は謎となっている。

坂柳有栖（）
声 - 日高里菜
Aクラスで葛城康平とリーダーを二分する女子生徒。天才的な頭脳を有しているが、病気により一切の運動を禁じられている。クラス内では葛城と対立関係にある。

## スタッフ
|                               | 第1期                                                                             | 第2期 | 第3期 |
| ----------------------------- | --------------------------------------------------------------------------------- | --- | --- |
| 原作                          | 衣笠彰梧                                                                          | 衣笠彰梧 | 衣笠彰梧 |
| キャラクター原案              | トモセシュンサク                                                                  | トモセシュンサク                                                                                                   | トモセシュンサク                                                                                                   |
| 総監督                        | N/A                                                                               | 岸誠二 [ 19 ] [ 20 ] 橋本裕之 [ 19 ] [ 20 ]                                                                        | 岸誠二 [ 19 ] [ 20 ] 橋本裕之 [ 19 ] [ 20 ]                                                                        |
| 監督                          | 岸誠二 [ 18 ] 橋本裕之 [ 18 ]                                                     | 仁昌寺義人 | 仁昌寺義人 |
| 助監督                        | 木野目優                                                                          | 一居一平 | N/A |
| シリーズ構成                  | 朱白あおい                                                                        | 風埜隼人 | 風埜隼人 |
| シリーズ構成                  | 朱白あおい                                                                        | N/A | 重信康 |
| キャラクターデザイン          | 森田和明                                                                          | 森田和明 | 森田和明 |
| サブキャラクター デザイン     | 前川舞 [ 16 ] 近響子 [ 16 ]                                                       | N/A | N/A |
| プロップデザイン              | 小柏奈弓                                                                          | 小柏奈弓 | 廣瀬智仁 [ 34 ] 中野すが子 [ 34 ]                                                                                  |
| プロップデザイン              | 廣瀬智仁                                                                          | N/A | 廣瀬智仁 [ 34 ] 中野すが子 [ 34 ]                                                                                  |
| 美術監督                      | 羽根広舟                                                                          | 羽根広舟 | 羽根広舟 |
| 美術設定                      | 九重勝雄                                                                          | 平柳悟 | 平柳悟 |
| 美術設定                      | 九重勝雄                                                                          | 長池未来 | N/A |
| 色彩設計                      | 加口大朗                                                                          | 加口大朗 | 加口大朗 |
| 3DCGI                         | ラークスエンタテインメント                                                        | N/A | N/A |
| CGディレクター                | 内山正文                                                                          | 平山知広 | 平山知広 |
| 撮影監督                      | 平川竜嗣                                                                          | 芹澤直樹 | 芹澤直樹 |
| 編集                          | 坂本雅紀                                                                          | 及川雪江 | 及川雪江 |
| 音楽                          | 高橋諒                                                                            | 横山克 [ 19 ] [ 20 ] 橋口佳奈 [ 19 ] [ 20 ]                                                                        | 横山克 [ 19 ] [ 20 ] 橋口佳奈 [ 19 ] [ 20 ]                                                                        |
| 音楽制作                      | ランティス                                                                        | ランティス | ランティス |
| 音響監督                      | 飯田里樹                                                                          | 飯田里樹 | 飯田里樹 |
| 音響効果                      | 奥田維城                                                                          | 奥田維城 | 奥田維城 |
| 音響制作                      | ダックスプロダクション                                                            | HALF H・P STUDIO                                                                                                   | HALF H・P STUDIO                                                                                                   |
| 音楽プロデューサー            | 佐藤純之介 [ 38 ] 吉江輝成 [ 38 ]                                                 | 重松暖 | 重松暖 |
| プロデューサー                | 池本昌仁 [ 38 ] [ 33 ] [ 34 ] 飯塚彩 [ 38 ] [ 33 ] [ 34 ]                         | 池本昌仁 [ 38 ] [ 33 ] [ 34 ] 飯塚彩 [ 38 ] [ 33 ] [ 34 ]                                                          | 池本昌仁 [ 38 ] [ 33 ] [ 34 ] 飯塚彩 [ 38 ] [ 33 ] [ 34 ]                                                          |
| プロデューサー                | 田中翔                                                                            | 田中翔 | N/A |
| プロデューサー                | 芦立春貴 [ 38 ] 伊藤英生 [ 38 ] 鶴田美栄子 [ 38 ] 柏原雄太 [ 38 ] 尾形光広 [ 38 ] | 黒須信彦 [ 33 ] [ 34 ] 吉江輝成 [ 33 ] [ 34 ] 徳村憲一 [ 33 ] [ 34 ] 外川明宏 [ 33 ] [ 34 ] 村松裕樹 [ 33 ] [ 34 ] | 黒須信彦 [ 33 ] [ 34 ] 吉江輝成 [ 33 ] [ 34 ] 徳村憲一 [ 33 ] [ 34 ] 外川明宏 [ 33 ] [ 34 ] 村松裕樹 [ 33 ] [ 34 ] |
| プロデューサー                | 芦立春貴 [ 38 ] 伊藤英生 [ 38 ] 鶴田美栄子 [ 38 ] 柏原雄太 [ 38 ] 尾形光広 [ 38 ] | 梅田正勝 | 根本侑果 [ 34 ] 尾形光広 [ 34 ]                                                                                    |
| アニメーション プロデューサー | 比嘉勇二                                                                          | 福田杏樹 | 福田杏樹 |
| アニメーション制作            | Lerche                                                                            | Lerche | Lerche |
| 製作                          | ようこそ 実力至上主義の教室へ 製作委員会                                          | ようこそ 実力至上主義の教室へ2 製作委員会                                                                          | ようこそ 実力至上主義の教室へ3 製作委員会                                                                          |

## 制作
2017年5月1日にテレビアニメ化が発表された。同月8日にはメインスタッフが、同月15日には一部キャスト陣とOP主題歌の担当アーティストが、翌月12日には放送情報とED主題歌の担当アーティストがそれぞれ発表された。
アニメーション制作は『暗殺教室』『がっこうぐらし！』などを手掛けたLercheが担当した。監督には『Angel Beats!』『結城友奈は勇者である』などを担当した岸誠二と『ご注文はうさぎですか？』『魔法少女育成計画』などを担当した橋本裕之が起用されており、異例のW監督体制となった。シリーズ構成には『この素晴らしい世界に祝福を！』（脚本）などを担当した朱白あおいが、キャラクターデザインには『ダンガンロンパシリーズ』などを担当した森田和明が、劇伴には『プリンセス・プリンシパル』などを担当した高橋諒がそれぞれ起用された。
OP主題歌には、『中二病でも恋がしたい！』などで主題歌を担当したZAQが、ED主題歌には『はたらく魔王さま！』などで主題歌を担当したMinamiがそれぞれ起用された。
2022年2月21日には続編の制作が発表された。翌月6日には第2期、第3期の制作、第2期のメインスタッフや一部キャスト陣、主題歌情報が発表された。
第2期では第1期で監督を務めた橋本と岸が総監督となり、監督には第1期で監督補佐を務めた仁昌寺義人が起用された。第2期の劇伴担当は横山克、橋口佳奈が起用されており、この人選は心理戦や頭脳戦が続く第2期では「IQの高そうな緊迫感のある音楽」にしたいという監督サイドからの要望によるものである。
第2期OP主題歌は第1期に引き続きZAQが、第2期ED主題歌には『魔術士オーフェンはぐれ旅』などで主題歌を担当した渕上舞がそれぞれ起用された。
2023年10月25日には第3期のメインスタッフや一部キャスト陣が発表された。同年12月には主題歌情報が発表された。
第3期OP主題歌は第1期および第2期に引き続きZAQが、第3期ED主題歌には『世界最高の暗殺者、異世界貴族に転生する』などで主題歌を担当したニノミヤユイがそれぞれ起用された。
2024年9月1日に第4期の制作が発表された。

### W監督体制
Lercheのプロデューサー・比嘉勇二は原作小説を読んだ際に、岸と橋本のどちらが本作に適しているのかを考えた結果、両者の良い部分を合わせたほうが良いと結論付けた。その後、比嘉はKADOKAWAのプロデューサー・田中翔にW監督体制について提案したところ、了承を得ることに成功したため実現に至った。W監督体制となった旨を比嘉から伝えられた両監督はそれに対する心境を以下のように述べている。
岸・橋本両監督がそれぞれ別の役割を担ってしまうとW監督体制の良さが消えると考えた比嘉は、制作において最初の設計やスタートの部分は両監督の意見を混ぜることを絶対のルールとした。制作過程で軸となるポイントについて、岸は原作のストーリーラインは基本的に変えず、雰囲気や何をやっているのかという観点を重視し、橋本は二人の監督経験を活かして、決められた話数の枠内でどのように終わらすのか、綺麗さもだが期待を乗せられるように意識しているとそれぞれ述べている。
声優陣からは「W監督体制になったことにより、キャラクターたちの見方が偏りすぎず、厚みのあるディレクションを貰えている」と好意的な反応が示されている。

### サブタイトル
アニメオリジナル要素である本作のサブタイトルには「哲学者の名言」が使用されている。これについて岸・橋本両名は以下のように述べている。

### 映像・美術
岸は原作が小説であることから、内容に対する読み手の受け取り方の幅がある程度生まれてしまうため、映像化の際にはその幅の中で表現する部分を定める必要があり、キャラクターについては特に気を使って取り組んだという。
橋本は原作小説のイラスト担当・トモセシュンサクの絵をそのまま再現したいと考えており、色はかなり近いものになったという。また、橋本は原作小説の挿絵になっているシーンには限りがあるため、「こういう学校にいて、こういう生活をしている」ということが伝わるように美術設定は熟考を重ね、原作小説の既読者が感じた背景になるべく近づけるようにしたと述べている。

### 演技・役作り
綾小路清隆役は千葉翔也が務める。千葉は原作小説とテレビアニメでの綾小路の違いについて言及しており、原作小説で描かれた「普通の男の子っぽく、テンションが高い」という点については逆に外している。これは千葉が岸と音響監督・飯田里樹から「一切感情がわからない感じでやって」「棒読みにしか聞こえない感じでしゃべって」と指示を受けたことによるものである。
堀北鈴音役は鬼頭明里が務める。鬼頭自身は人に嫌われたくないタイプだったが、堀北鈴音を演じるにあたって人に嫌われたくないという気持ちを捨てて演じている。第2期では堀北鈴音の従来の意志の強さは残した上で、対人関係に苦しむ様子を意識して演じている。
櫛田桔梗役は久保ユリカが務める。久保はアフレコの際に監督や音響監督から「めちゃめちゃ明るくていい子であざとく！」「やり過ぎなくらいやってください！」と口酸っぱく言われたため、アフレコの度に「やりすぎじゃないか？」と思ったという。オーディションの際には櫛田桔梗の豹変前と豹変後の差を演じる難しさもあって、役が自身に決まったことを知った際は驚愕したと振り返っている。
一之瀬帆波役は東山奈央が務める。東山はアフレコの際に「櫛田も見た目いい子なので、同じいい子に見えるキャラクターとしての差別化をどうするか最初は悩んだ」と振り返っている。また、オーディションでは別のキャラクターを受けており、結果的に一之瀬の役が決まったとのこと。
軽井沢恵役は竹達彩奈が務める。竹達は恵が清隆に振り回されることが分かっていたため、先の展開を知らない状態で恵の気持ちになって演じたと振り返っている。
龍園翔役は水中雅章が務める。水中は「どっしりと構えていないといけないキャラクターなので、見下すだけではなく余裕を感じさせるよう演じた」と振り返っている。また、第2期では第1期の時にあまり出せなかった「より暴力的でドスの効いた雰囲気や、楽しんでいる様子」を全力で出すことを意識しているという。
坂柳有栖役は日高里菜が務める。日高は坂柳について「感情が表に出にくい子」と表現したうえで、「ちょっとした心の動きや変化も丁寧に拾いながらアフレコを行った」と振り返っている。

### その他
エンドクレジットには取材協力として「千葉市立美浜打瀬小学校」の名前が記載されている。
橋本は原作小説の特徴として登場人物が非常に多く、モブが存在しない点を挙げている。また、自身がモブだと思っていた登場人物が急に掘り下げられたり、原作が完結していないことから、シナリオ会議にて原作サイドと各登場人物がどのような性格なのかについて何度も話し合ったという。
WEBの各話予告動画の脚本は原作小説の著者・衣笠彰梧によって書き下ろされており、対象となるエピソードで活躍する登場人物がナレーションを担当する。なお、衣笠はテレビアニメの脚本会議には参加しているものの、第2期における「清隆と龍園の対決シーン」を除けば自身から要望を出すことはなかったという。
2022年2月に刊行された原作小説『ようこそ実力至上主義の教室へ 2年生編』第6巻のあとがきによれば、2年前の時点で続編アニメ化が出来るかもしれないという話が出ていたが、新型コロナウイルス感染症 (COVID-19) の影響により続編アニメ化の発表までに時間を要することになったとのこと。飯田は第1期のころから本作はアニメとして描くことが難しく、原作小説を読んだ方が間違いなく面白い作品だと感じていたことから、続編制作が決定した際は困惑したという。また、飯田は監督らと共に「アニメを入口として、そこから原作小説を読むきっかけになればいい」との思いで制作に臨んでいたことを明かしている。

## 主題歌

### 第1期（主題歌）
「カーストルーム」
オープニングテーマ。作詞・作曲・編曲・歌はZAQ。
ZAQは本作のシナリオを読み、インテリ感のあるアニメになる予感がしたことから王道のアニソンを避け、アシッドジャズを基盤にちょっと大人ぶった感じのサウンドにしてみたところ、結果的に謎のカッコよさが生まれたという。また、ZAQは「このアニメは面白そう」だというフックになりたかったとの思いから、イントロはあえてローズピアノと歌というシンプルな中に難しいリズムをはめ込む構成にしている。
歌詞についてZAQは「下の階級が上の階級に登るには、どう生きていけばいいのかということ。主人公の気持ちとかではなく、下克上がテーマ」だと述べている。また、歌詞の中で特に気持ちを入れ込んだ部分について以下のように述べている。
| 「                                               | "制限的自由の中で、君はどう生きるのかって問われたみたいだ"がそこですね。『よう実』って、ザックリ言うと「ご飯を与えられました。どう食べますか？」って私は思っているんですよ。箱の中になんでも揃っていて、なんでもできるんだけど、どうやるかは自分次第……という作品の面白さを表現したところですね。 | 」 |
| —ZAQ（『リスアニ！ 2017 AUG. Vol.30』92頁 より） | |    |

「Beautiful Soldier」
エンディングテーマ。作詞・歌はMinami、作曲はZAQ、編曲は中土智博。
Minamiは「作品を読んで、私の中のひとつの答えとしては、一人でいても集団でいても、その人はその人であることに変わりがなかったので、それを表現したいと思った」と述べている。
タイトルを「Beautiful Soldier」にした理由についてMinamiは「その人の個性や生き方、進むテンポとか、みんなそれぞれ違うところが素敵なことだとすごく思った。それで、この作品の世界観で考えると、みんなそういうことと戦っている気がして、それはすごく綺麗だと思ったから」だと述べている。
なお、ZAQはED「Beautiful Soldier」でも作曲を手掛けるが、元々はOPだけを担当する予定だったとのこと。ZAQはEDの曲を決めかねている事実を知った際に「じゃあ私に書かせてもらえたりしませんか？」と食い気味に言ったところ、「明後日までだけどやる？」と返答されたため、寝ないで書いて提出したとのこと。EDはバラードという指定があり、イントロも暗くしてほしいと言われたため「いきなりピアノの重たい感じのフレーズをズドーンと入れた。あとはMinamiさんの声を活かした泣ける感じにしたかった」と振り返っている。

### 第2期（主題歌）
「Dance In The Game」
オープニングテーマ。作詞・作曲・編曲・歌はZAQ。
ZAQによれば本楽曲のテーマは「下克上の過程を楽しむ」だという。アニメ全体の登場人物たちの雰囲気を歌った「カーストルーム」に対して、本楽曲では「主人公・綾小路清隆の怪しさに寄り添っている」としており、綾小路清隆の腹黒い部分やうちに秘めた狂気の部分をハッピーに描いたとZAQは明かしている。またZAQは特にこだわった点として、歌詞の中に対義語を散りばめて「どちらに転ぶかわからないゲームを楽しんでいる様子」を表現したとしている。
曲作りで特にこだわった点として「カーストルーム」を常に意識することを挙げており、Dメロをイントロにするところから間奏、Aメロ、Bメロ、Cメロに至るまでの流れやアコースティック・ギターのスラップ音を各所にエフェクトとして使用する点、間奏部分に関してピアノソロとギターソロの2展開を付ける点が「カーストルーム」と同様だとしている。一方で、アシッドジャズだった「カーストルーム」とは異なり、本楽曲ではラテンジャズとなっている。
「人芝居」
エンディングテーマ。作詞・作曲・編曲は、佐高陵平、歌は渕上舞。
渕上は本楽曲の歌詞の意味を理解することが出来ず、レコーディングの際にはスタッフに対して「歌詞の意味が全然わからないまま来ました！」と告げている。その後、スタッフに意味を聞いた渕上は以下のように解釈している。
| 「                                      | 私なりに理解しているのは、「人芝居」というタイトルには、動物が人に化けて人として芝居をしているという意味があって、“一芝居打つ”という、誰かを騙して目的を達成しようという本来の意味もあるんです。そして歌詞では動物たちがいろんな絡み合い方をしていて、それを人間が達観視している感じがある。それが『よう実』らしいんですよね。主人公が淡々とした口調で語っているのもそうですけど、Dクラスだけでなく、ほかのクラスの人たちも達観して見ているようなところがあるので、そことリンクしているのかなと捉えています。 | 」 |
| —アニメイトタイムズでのインタビューより | |    |

### 第3期（主題歌）
「マイナーピース」
オープニングテーマ。作詞・作曲・編曲・歌はZAQ。
ZAQは主人公の綾小路清隆とそのライバルとなる坂柳有栖との戦いを表現した楽曲であるとしており、二人の目線やそれとはまた異なるメッセージを盛り込むなどの総括的な曲にしたと述べている。また、第3期ではこれまで不穏だった清隆が自身のマキャベリズムを隠さなくなってきたことから、「清隆のしたたかな狂気が外に出てくる感じ」を出したかったと述べている。
本楽曲ではこれまでの楽曲と同様にジャズを基盤としているが、本楽曲ではロックジャズまたはビッグバンドジャズのような感じになっているとZAQは説明している。
「今世大革命」
エンディングテーマ。作詞はニノミヤユイと100回嘔吐の共作、作曲・編曲は100回嘔吐、歌はニノミヤユイ。
制作陣からはこれまでのエンディングテーマとは異なる「インパクトやキャッチーさ」に加えて、ニノミヤが発信する「闇や暗さ」を要望された。そこで過去にタッグを組んだ100回嘔吐であれば「キャッチ―だけど良い意味で変わった楽曲」が出来ると考えたニノミヤは、100回嘔吐に楽曲制作を依頼した。
歌詞はニノミヤが「綾小路のすべてを俯瞰して見ながら掌握している感じ」「鈴音のもっと上に行きたいという気持ち」を汲み取って作品の世界観を表現した原案を作成し、それを100回嘔吐に渡してまとめていくという流れで作られた。ニノミヤによれば歌詞原案は元々暗めの内容であったが、100回嘔吐が楽曲の形にしたデモテープを聴いた際に、思いのほかポップな仕上がりだったため驚いたことを明かしている。
「Fixer」
第5話、第10話、第11話、第13話エンディングテーマ。作詞・作曲・編曲は100回嘔吐、歌はニノミヤユイ。
第3期がシリアスな展開になることから、「今世大革命」よりもさらにシリアスな楽曲が特殊EDとして制作された。ニノミヤは「今世大革命」を今までにない『よう実』ワールドを表現した楽曲であるとすれば、本楽曲は過去のエンディングテーマを継承した楽曲であると述べている。

## 反響
2017年7月にテレビアニメが放送されると人気は急速に拡大し、原作小説シリーズの重版へと繋がった。放送前の2017年5月時点でシリーズ累計発行部数は50万部だったが、放送開始後の同年8月には原作小説の累計発行部数が100万部を突破し、原作小説だけで少なくとも50万部以上の売上増となった。また、2022年10月にはテレビアニメ第2期発表（2022年2月）後からシリーズ累計部数が150万部増になったことが公式Twitterにて明かされた。
「BOOK☆WALKER 電子書籍ランキング」ではテレビアニメ放送前の2017年度上半期ランキングで総合55位だったが、テレビアニメ放送後の2017年度年間ランキングでは総合5位を獲得した。
中国のオタク文化事情に精通した百元籠羊は中国における本作の反響について「中国では配信開始以降急速に人気が高まり、非常に熱心なファンを獲得している。『学校での評価が即座に金銭的なものになる』というのは中国の学生にとっては非常に心惹かれる、自分の妄想をテーマにしたような作品に感じられたりもする。そして設定に興味を感じて見始めて、主人公のキャラクターや頭脳戦ベースのストーリー展開にハマってしまう人もかなり出た」と述べている。

## 評価

### 売上
Blu-ray第1期第1巻の初週売上は1202枚、DVD第1期第1巻の初週売上は282枚をそれぞれ記録し、週間・Blu-rayアニメランキング（ORICON調べ）で11位を、週間・DVDアニメランキング（同調べ）では27位をそれぞれ獲得している。Blu-ray第2期第1巻の初週売上は6890枚、DVD第2期第1巻の初週売上は8563枚をそれぞれ記録し、週間・Blu-rayランキング（同調べ）で13位、週間・DVDランキング（同調べ）では3位をそれぞれ獲得している。2023年12月時点でBlu-ray第2期第1巻の累計売上は11,656枚、DVD第2期第1巻の累計売上は9,386枚を記録し、2023年度アニメ・特撮DVDランキング（同調べ）では1位、2023年度アニメ・特撮BDランキング（同調べ）では23位を獲得している。
『コミック・ブック・リソーシズ』のライター・C. M. Ramsburgは「本作は国際的には成功した一方で、日本におけるBlu-ray（第1期）やグッズの売上は予想をはるかに下回るものであった」と評している。また、続編制作決定前の時点でRamsburgは日本国内での売上と続編制作の関連性について「本作の続編を望む声は多いものの、制作側は日本でのヒットをより重視する傾向があるため、日本国内での売上不振はシリーズ継続に不利になることが多い」と述べており、本作の続編制作の実現については「考えにくい」と分析していた。また、弘洋株式会社が運営するウェブサイト「moemee」も本作の円盤売上について「2期制作ラインには遠く及ばなかった」と評していた。

### 批評
| ストーリー | アニメーション | 美術 | 音楽 | 全体 |
| ---------- | -------------- | ---- | ---- | ---- |
| C          | B-             | B    | C    | C+   |

『Anime News Network』のレビューにて、ライターのNick Creamerは本作について「『ようこそ実力至上主義の教室へ』の世界観は実力主義社会の幻想や教育の本質、資本主義社会における私たちの真の価値を解説するのにうってつけな設定」だと称賛する一方で、「本作の放送時間の大部分は漫画で登場するような悪役のクラスリーダーたちが繰り広げる退屈な戦術ゲームに費やされている。戦術的な駆け引きは時折スリルがあって良いが、このジャンルにおける最高の作品を輝かせることができるようなテーマ的な野心や個人的な洞察力がこの作品には殆どなかった」と批判している。作画については「豊かな色彩と彩度の高い照明が、本作の背景における表面的な華やかさと潜在的な病的さを自然に表現している。また、キャラクターデザインも特徴的であり、悪役のデザインはやや滑稽に感じたが、よりメロドラマ的な本作においては効果的だった」と称賛する一方で、「背景自体はディテールに乏しく、CGの形を踏襲しているため、説得力のある場所の感覚を示すことは殆どなかった」と批判している。アニメーションについては「限定的であり、本作のような会話の多い作品であれば許容範囲内ではあるが、キャラクターの演技に関しては表現力が乏しかった」と批判している。音楽については「シンプルなシンセサイザーのメロディーと、時折、威圧的なオルガンの音が入ってくる程度で、一般的なものだった」と評している。
『Anime News Network』のコラムにて、ライター兼ジャーナリストのGabriella Ekensは本作について「表面的には世界で最も豪華な高校で奇妙なマキャヴェリズムを持った高校生たちが馬鹿げた計画を行うアニメの1つにしか見えない。しかし、学校教育における競争型エリート主義の根底にある価値観とそれが彼らにとって何の役に立つのかについて、驚くほど知的に表現している」と分析している。
『4Gamer.net』編集部のmaruは本作を「実力を隠したがる主人公・綾小路清隆を中心に、ひと癖もふた癖もあるキャラクター達が錯綜する学校群像ドラマ」だと評している。また、同氏は担当した両監督について「友達をたくさん作りたいと言いながら、裏の顔を持つ櫛田桔梗や、気が弱くネットの中でだけしか自分を解放できない佐倉愛里など、どこかに問題を抱える生徒達を、『Angel Beats!』や『暗殺教室』など数多くの学園ものを手がけてきた岸監督は、それぞれ個性的に描いている。また、暗い部分を持つ女性キャラクターが陰気なだけでなく、キュートさを失わないのは、橋本監督の手腕によるものだろう。『W監督』という異例の体制はこうした部分で機能しているようだ」と評している。さらに、同氏は生徒たちが実力主義の学校であることを知らされるのが入学直後ではなく、1か月後だったことについても言及しており、それについて「大人の社会では『知りませんでした』では済まされない。社会の厳しさを経験させるという意図が、そこには隠されているようだ」と考察している。
『Inquisitr』のライター・Patrick Fryeは原作小説での軽井沢恵の活躍がテレビアニメ版では堀北鈴音に変更されたことについて「日本のファンの中には、テレビアニメ版で恵から鈴音に変更されたことに腹を立てる人もいた。さらに悪いことに、テレビアニメ版では清隆と恵が前に進んでいくために必要不可欠である彼らの心からの会話がカットされている」と述べている。
2020年11月26日にデジタルハリウッド大学にて「研究論文発表会」が行われた。その中で同大学教授の渡辺パコが「日本のコンテンツにおける倫理面での課題とその解決の糸口」と題した研究論文を発表したが、この論文の中で本作を取り上げている。渡辺は本作を取り上げた理由について「倫理上の問題点が鮮明であること」「哲学的なテーマが描かれることが誰にも明白であること」「基本的にシリアスな学園ドラマの作品なので、倫理的問題点（誤り）がそのまま受け手に受け取られる可能性があること」の3点を挙げる。そして論文では本作が如何にして倫理的問題があるのかについて複数のエピソードと照らし合わせながら以下のような考察が行われている。
| 対象話 | 作中エピソード | 倫理的問題点（渡辺パコによる見解） |
| ------ | --- | --- |
| 第1話  | 担任教師は「各生徒ごとに月額10万円を支給する」 というルールを事前に伝えていたが、翌月には減額 されていた。担任教師はこの時初めて「授業態度や 成績によってポイントは減額される」というルール を生徒に示す。 | 減額のルールを事前に示さず後出しで減額するのは社会正 義に反する。もちろん法治国家において、ルール（法律） を知らなかったから罰せられないということはない。しか し、生徒たちはルールの存在に辿り着く権利が与えられて おらず、これは法治国家が禁止する「事後立法」である。 |
| 第5話  | 学校内で暴力事件が発生し、その裁定は生徒会に一 任される。そこで気弱な女子生徒が加害者側に罪は ないと証言するも、裁判長を務める生徒会長はこの 女子生徒に対して「証明しなければただの虚言だ」 と言い放つ。   | この生徒会長の発言は根拠もない状態で証言者の証言性を 疑う発言であり、証言者に対して「証言の立証責任」を課 していることとなる。現実世界の司法では偽証罪が存在す る代わりに証言者の発言内容は尊重されるのである。                                                          |

渡辺は本作を視聴した若者世代が本作の倫理的問題点をそのまま受け取ってしまうことを懸念している。渡辺自身は本作以外にも同様の問題を抱えた作品は少なくないし、アニメーションであれば物語が現実世界の正義を反映していないことに必ずしも反対はしないと述べている。しかし、本作はエピソードの倫理的問題に対するフォロー（本来の社会正義についての言及や、エピソードが単なるフィクションであることの強調）がない上に、受け手の中心が若者世代であることを考えると看過できないとも述べている。

### 人気投票・選出等

#### 第1期（人気投票・選出等）
アメリカのアニメ評価サイト「Anime Trending」が主催した「第4回 Anime Trending Awards」ではANIME OF THE YEAR部門で14位、BEST IN CHARACTER DESIGN部門で6位、MYSTERY OR PSYCHOLOGICAL ANIME OF THE YEAR部門で2位をそれぞれ獲得した。
『月刊ニュータイプ』掲載の動画配信ランキング（dアニメストア調べ）では、2017年7月中旬から8月中旬までの期間が5位、同年8月中旬から9月中旬までの期間が5位、同年9月中旬から10月中旬までの期間が4位だった。また、同雑誌掲載のツイート数ランキング（ついラン（角川アスキー研究所）調べ）では、放送中の2017年7月中旬から8月中旬までの期間が8位だった。
「dアニメストア」実施した「あなたが選ぶdアニメストアアワード2017」では、「展開が気になったアニメ部門」で3位を獲得した。
「アキバ総研」が運営するアニメポータル「あにぽた」にて実施された公式投票企画「2017夏アニメ主演声優人気投票【男性編】」では綾小路清隆役の千葉翔也が1位、「夢中になりました！ 観てよかった2017夏アニメ人気投票」では4位をそれぞれ獲得した。
「アニメ！アニメ！」が2021年4月に実施した「続編をやってほしいアニメは？」と題した読者アンケートでは本作が11位を獲得した。
「コミック・ブック・リソーシズ」で執筆を担当するアニメウォッチャーのDeja Williamsは「最もユニークなクラスランクシステムを持つアニメ10選」と題したランキングを発表し、1位に選出した。

#### 第2期（人気投票・選出等）
「Anime Trending」が主催した「第9回 Anime Trending Awards」ではANIME OF THE YEAR部門で16位、MYSTERY OR PSYCHOLOGICAL ANIME OF THE YEARで4位をそれぞれ獲得した。
『月刊ニュータイプ』掲載の動画配信ランキング（同調べ）では、2022年7月中旬から8月中旬までの期間が4位、同年8月中旬から9月中旬までの期間が5位、同年9月中旬から10月中旬までの期間が7位だった。同雑誌掲載のツイート数ランキング（同調べ）では、2017年9月中旬から10月中旬までの期間が6位だった。
「ABEMAアニメチャンネル」で放送された2022年夏アニメを対象とした累計視聴数部門では初速・中間・最終全てで1位、コメント数部門では最終3位をそれぞれ獲得した。
「アニメ！アニメ！」が2022年9月に実施した「2022年夏アニメ（7月クール）で一番良かった作品は？」と題した読者アンケートでは4位を獲得した。
エンタメライターのすなくじらは「リアルサウンド」で「2022年 年間ベストアニメTOP10」と題したランキングを発表し、7位に選出した。
「dアニメストア」が実施した「あなたが選ぶdアニメストアアワード2022」では、「展開が気になったアニメ部門」で5位を獲得した。

#### 第3期（人気投票・選出等）
「ABEMAアニメチャンネル」で放送された2024年冬アニメを対象とした総再生数部門では最終4位、総コメント数部門では最終1位をそれぞれ獲得した。

### 他作家への影響
ライトノベル作品『ある日から使えるようになった転移魔法が万能で生きるのが楽しくなりました』の作者・まるせいは自身が小説を書き始めるきっかけとなったアニメ作品として本作を挙げている。

## 各話リスト
| 話数   | サブタイトル | 脚本       | 絵コンテ                                                 | 演出                                                             | 作画監督 | 総作画監督 | サブタイトル 引用元                                                                     |       |       |       |       |       |       |       |       |       |       |       |       |       |       |       |       |       |
| 第1期  | 第1期 | 第1期      | 第1期                                                    | 第1期                                                            | 第1期 | 第1期      | 第1期                                                                                   | 第1期 | 第1期 | 第1期 | 第1期 | 第1期 | 第1期 | 第1期 | 第1期 | 第1期 | 第1期 | 第1期 | 第1期 | 第1期 | 第1期 | 第1期 | 第1期 | 第1期 |
| ------ | --- | ---------- | -------------------------------------------------------- | ---------------------------------------------------------------- | --- | ---------- | --------------------------------------------------------------------------------------- | ----- | ----- | ----- | ----- | ----- | ----- | ----- | ----- | ----- | ----- | ----- | ----- | ----- | ----- | ----- | ----- | ----- |
| 第1話  | 悪とは何か――弱さから生ずるすべてのものだ。 Was ist schlecht? - Alles, was aus der Schwäche stammt. | 朱白あおい | 木野目優                                                 | 木野目優                                                         | 金子美咲 成川多加志 [ 118 ] | 市川美帆   | F・W・ニーチェ 『アンチ・クリスト』                                                     |       |       |       |       |       |       |       |       |       |       |       |       |       |       |       |       |       |
| 第2話  | 才能を隠すのにも卓越した才能がいる。 C'est une grande habileté que de savoir cacher son habileté. | 風埜隼人   | 齋藤徳明                                                 | 鈴木芳成                                                         | 小柏奈弓 樋口博美 もりやまゆうじ [ 119 ] | 藤田亜耶乃 | ラ・ロシュフコー 『考察あるいは教訓的格言・蔵言』 あるいは『蔵言集』（蔵言 No.245）     |       |       |       |       |       |       |       |       |       |       |       |       |       |       |       |       |       |
| 第3話  | 人間は取引をする唯一の動物である。骨を交換する犬はいない。 Man is an only animal that makes bargains: no dog exchanges bones with another                                                                                           | 江嵜大兄   | 鎌田祐輔                                                 | 鎌田祐輔                                                         | 廣瀬智仁 杉本里菜 [ 120 ] | 市川美帆   | アダム・スミス 『国富論』                                                               |       |       |       |       |       |       |       |       |       |       |       |       |       |       |       |       |       |
| 第4話  | 他人が真実を隠蔽することに対して、我々は怒るべきでない。 なぜなら、我々も自身から真実を隠蔽するのであるから。 Il ne faut pas s'offenser que les autres nous cachent la vérité, puisque nous nous la cachons si souvent à nous-mêmes | 朱白あおい | 福岡大生                                                 | 福井洋平                                                         | 樋上あや もりやまゆうじ [ 121 ] | 藤田亜耶乃 | ラ・ロシュフコー 『考察あるいは教訓的格言・蔵言』 あるいは『蔵言集』（蔵言 No.11）      |       |       |       |       |       |       |       |       |       |       |       |       |       |       |       |       |       |
| 第5話  | 地獄、それは他人である。 l'enfer, c'est les autres | 風埜隼人   | 笹原嘉文                                                 | 笹原嘉文                                                         | 金子美咲 成川多加志 [ 122 ] | 市川美帆   | ジャン＝ポール・サルトル 『出口なし』                                                   |       |       |       |       |       |       |       |       |       |       |       |       |       |       |       |       |       |
| 第6話  | 嘘には二種類ある。 過去に関する事実上の嘘と未来に関する権利上の嘘である。 Il y a deux sortes de mensonges : celui de fait qui regarde le passé, celui de droit qui regarde l'avenir.                                                | 江嵜大兄   | 木野目優                                                 | 伊藤史夫                                                         | 山田勝 樋口博美 堀江由美 [ 123 ] | 藤田亜耶乃 | ジャン＝ジャック・ルソー 『エミール、または教育について』                               |       |       |       |       |       |       |       |       |       |       |       |       |       |       |       |       |       |
| 第7話  | 無知な友人ほど危険なものはない。賢い敵のほうがよっぽどましだ。 Rien n'est si dangereux qu'un ignorant ami ;Mieux vaudrait un sage ennemi.                                                                                           | 朱白あおい | 仁昌寺義人                                               | 鈴木芳成                                                         | 廣瀬智仁 杉本里菜 [ 125 ] | 市川美帆   | ラ・フォンテーヌ 『寓話』――正確には『寓話詩』                                           |       |       |       |       |       |       |       |       |       |       |       |       |       |       |       |       |       |
| 第8話  | 汝等ここに入るもの、一切の望みを捨てよ。 Lasciate ogni speranza, voi ch'entrate | 江嵜大兄   | 大橋明代                                                 | 鎌田祐輔                                                         | 樋上あや もりやまゆうじ 山田勝 堀江由美 [ 126 ] | 藤田亜耶乃 | ダンテ・アリギエーリ 『神曲』地獄篇第3歌第9行。                                         |       |       |       |       |       |       |       |       |       |       |       |       |       |       |       |       |       |
| 第9話  | 人間は自由の刑に処されている。 L'homme est condamné à être libre. | 風埜隼人   | 夕澄慶英！                                               | 夕澄慶英！                                                       | 金子美咲 成川多加志 [ 127 ] | 市川美帆   | ジャン＝ポール・サルトル 『実存主義とは何か』                                           |       |       |       |       |       |       |       |       |       |       |       |       |       |       |       |       |       |
| 第10話 | 裏切者の中で最も危険なる裏切者は何かといえば、 すべての人間が己れ自身の内部にかくしているところのものである。 Den farligste Forræder blandt alle er den, ethvert Menneske har i sig selv.                                           | 江嵜大兄   | 福井洋平                                                 | 福井洋平                                                         | 山田勝 樋口博美 堀江由美 [ 128 ] | 藤田亜耶乃 | キェルケゴール 『愛と生命の摂理』あるいは『愛の業』                                     |       |       |       |       |       |       |       |       |       |       |       |       |       |       |       |       |       |
| 第11話 | しかし、概して人々が運命と呼ぶものは、 大半が自分の愚行にすぎない。 Was aber die Leute gemeiniglich das Shicksal nennen sind meistens nur ihre eigenen dummen Streiche.                                                             | 風埜隼人   | 大橋明代                                                 | 間島崇寛                                                         | もりやまゆうじ 渡辺真由美 小沼克介 成川多加志 杉本里菜 樋口博美 金子美咲 [ 129 ] | 市川美帆   | ショーペンハウアー 『余録と補遺；哲学小論集』                                           |       |       |       |       |       |       |       |       |       |       |       |       |       |       |       |       |       |
| 第12話 | 天才とは、狂気よりも1階層分だけ上に住んでいる者のことである。 Das Genie wohnt nur eine Etage höher als der Wahnsinn. | 朱白あおい | 夕澄慶英！ 福岡大生 [ 130 ]                              | 鈴木芳成 夕澄慶英！ 殿水敦子 [ 130 ]                             | もりやまゆうじ 中城悦雄 小沼克介 市川美帆 成川多加志 杉本里菜 樋上あや 樋口博美 渡辺真由美 金子美咲 森田和明 [ 130 ]                                                                   | 藤田亜耶乃 | ショーペンハウアー 『余録と補遺；哲学小論集』                                           |       |       |       |       |       |       |       |       |       |       |       |       |       |       |       |       |       |
| 第2期  | |            |                                                          |                                                                  | |            |                                                                                         |       |       |       |       |       |       |       |       |       |       |       |       |       |       |       |       |       |
| 第1話  | 困難の中でこそ、平静な心を保たねばならない。 Aequam memento rebus in arduis servare mentem. | 風埜隼人   | 仁昌寺義人 岸誠二 [ 132 ]                                | 金森勝 宋賢大 [ 132 ]                                            | 小野木三斉 幸野浩二 廣瀬智仁 一居一平 [ 132 ] | 市川美帆   | ホラティウス 『歌集（カルミナ）』                                                       |       |       |       |       |       |       |       |       |       |       |       |       |       |       |       |       |       |
| 第2話  | あらゆる罪の源たる、ふたつの大罪がある。焦りと怠惰だ。 Es gibt zwei menschliche Hauptsunden, aus welchen sich alle andern ableiten: Ungeduld und Lassigkeit.                                                                        | 風埜隼人   | 田中貴大                                                 | 飯野健太郎                                                       | 櫻井拓郎 ふたふさ 福江光恵 reboot [ 133 ] | 一居一平   | フランツ・カフカ 『罪、苦痛、希望と真の道の考察』                                       |       |       |       |       |       |       |       |       |       |       |       |       |       |       |       |       |       |
| 第3話  | 最高の魂は、この上ない悪徳と極限の美徳を発揮できる。 Les plus grandes ames sont capables des plus grands vices aussi bien que des plus grandes vertus.                                                                              | 重信康     | キムラシンイチロウ 田中貴大 [ 134 ]                      | 田中貴大                                                         | 小野木三斉 幸野浩二 廣瀬智仁 [ 134 ] | 市川美帆   | ルネ・デカルト 『方法序説』                                                             |       |       |       |       |       |       |       |       |       |       |       |       |       |       |       |       |       |
| 第4話  | 人材は作り出す必要がある。 The material has to be created. | 風埜隼人   | 鎌田祐輔                                                 | 鎌田祐輔                                                         | 慧敏 明光 鑫月 [ 135 ] | 一居一平   | F・ナイチンゲール 『軍病院での看護についての覚え書き』                                  |       |       |       |       |       |       |       |       |       |       |       |       |       |       |       |       |       |
| 第5話  | すべての失敗は成功への過程に過ぎない。 Every failure is a step to success. | 重信康     | 松園公                                                   | 久保太郎 髙山秀樹 [ 136 ]                                        | 王敏 趙小川 陳玲玲 蔣海華 [ 136 ] | 市川美帆   | W・ヒューウェル 『イギリスの道徳哲学の歴史講座』                                        |       |       |       |       |       |       |       |       |       |       |       |       |       |       |       |       |       |
| 第6話  | 逆境は真実へと至る最初の道筋である。 Adversity is the first path to truth. | 風埜隼人   | 増田敏彦 岸誠二 [ 137 ]                                  | 宋賢大 風埜隼人 [ 137 ]                                          | 幸野浩二 小野木三斉 廣瀬智仁 一居一平 小沼克介 川本由記子 [ 137 ] | 市川美帆   | G・G・バイロン 『ドン・ジュアン』                                                       |       |       |       |       |       |       |       |       |       |       |       |       |       |       |       |       |       |
| 第7話  | すべてを疑うこともすべてを信じることも共に安易で、 思考を放棄するに等しい。 Douter de tout ou tout croire, ce sont deux solutions egalement commodes, qui l'une et l'autre nous dispensent de reflechir.                            | 重信康     | 松川朋弘 鎌田祐輔 [ 138 ]                                | 後藤康徳                                                         | 臼田美夫 鍾文山 井倉雲丹 權容祥 北原安鶴紗 竹谷徹平 アラタハヤト 吴晶晶 Revivai [ 138 ]                                                                                                | 市川美帆   | H・ポアンカレ 『科学と仮説』                                                            |       |       |       |       |       |       |       |       |       |       |       |       |       |       |       |       |       |
| 第8話  | 胸の底で、傷は静かに生きている。 Tacitum vivit sub pectore vulnus. | 風埜隼人   | 松園公                                                   | 金森勝                                                           | 幸野浩二 小野木三斉 廣瀬智仁 小沼克介 一居一平 飯田光尋 [ 139 ] | 市川美帆   | ウェルギリウス 『アエネーイス』                                                         |       |       |       |       |       |       |       |       |       |       |       |       |       |       |       |       |       |
| 第9話  | 過ちを犯しながら、それを改めないことをこそ、真の過ちという。 過而不改、是謂過矣 | 重信康     | 北村真咲 福岡大生 [ 140 ]                                | 福井洋平 田中貴大 [ 140 ]                                        | 幸野浩二 小野木三斉 廣瀬智仁 小沼克介 川本由記子 一居一平 慧敏 明光 龍光 [ 140 ] | 市川美帆   | 著者不明 『論語』                                                                       |       |       |       |       |       |       |       |       |       |       |       |       |       |       |       |       |       |
| 第10話 | 人々は常にその破滅を願っている。偽りの善に欺かれるがゆえに。 Il popolo molte volte desidera la rovina sua, ingannato da una falsa specie di bene.                                                                                   | 重信康     | 北村真咲 多田野緋兎 まみむ山 空久保美貴 阪本麻衣 [ 141 ] | 鎌田祐輔                                                         | 幸野浩二 小野木三斉 小沼克介 前田義宏 伊藤哲也 ユ・スンヒ キム・ギョンホ イ・ガンウ [ 141 ]                                                                                            | 市川美帆   | N・マキャヴェッリ 『政略論』 あるいは『ティトゥス・リウィウスの最初の十頃に基づく論考』 |       |       |       |       |       |       |       |       |       |       |       |       |       |       |       |       |       |
| 第11話 | 自分自身を御せない者は、いつまでも奴隷のままだ。 Wer sich nicht selbst befiehlt, bleibt immer Knecht. | 風埜隼人   | 北村真咲 まみむ山 多田野緋兎 [ 142 ]                     | 田中貴大 一居一平 金森勝 [ 142 ]                                 | 幸野浩二 永田陽菜 稲田真樹 小野木三斉 安形佳己 樋上あや 小沼克介 廣瀬智仁 高崎葵 飯田光尋 一居一平 [ 142 ]                                                                             | 市川美帆   | J・W・V・ゲーテ 『穏和なるクセーニェン』                                                |       |       |       |       |       |       |       |       |       |       |       |       |       |       |       |       |       |
| 第12話 | 思慮なき力は自らの質量によって崩れ去る。 vis consili expers mole ruit sua. | 重信康     | 北村真咲 松本剛彦 [ 143 ]                                | 鎌田祐輔 金森勝 北村真咲 薦田かなえ キタムラシンイチロウ [ 143 ] | 幸野浩二 小野木三斉 廣瀬智仁 小沼克介 稲田真樹 永田陽菜 河野のぞみ 安形佳己 伊藤哲也 王宣靜 鎌田祐輔 橋森有加 山形孝二 山田なぎさ 前田義宏 飯田光尋 樋口博美 樋上あや 木村拓馬 [ 143 ] | 市川美帆   | ホラティウス 『歌集（カルミナ）』                                                       |       |       |       |       |       |       |       |       |       |       |       |       |       |       |       |       |       |
| 第13話 | あなたが出会う最悪の敵は、常にあなた自身だ。 Der schlimmste Feind, dem du begegnen kannst, wirst du immer dir selber sein | 風埜隼人   | 福岡大生 橋本裕之 [ 144 ]                                | 橋本裕之                                                         | 伊藤雅子 稲吉智重 幸野浩二 一居一平 廣瀬智仁 伊藤哲也 小野木三斉 小沼克介 [ 144 ] | 市川美帆   | F・W・ニーチェ 『ツァラトゥスラはこう語った』                                           |       |       |       |       |       |       |       |       |       |       |       |       |       |       |       |       |       |
| 第3期  | |            |                                                          |                                                                  | |            |                                                                                         |       |       |       |       |       |       |       |       |       |       |       |       |       |       |       |       |       |
| 第1話  | 何かを選ぶことこそが、成長の最大の糧となる。 The strongest principle of growth lies in the human chaice. | 重信康     | 奥村よしあき 北村真咲 [ 145 ]                            | 金森勝                                                           | 幸野浩二 小野木三斉 廣瀬智仁 藤田亜耶乃 西田美弥子 [ 145 ] | 市川美帆   | ジョージ・エリオット 『ダニエル・デロンダ』                                             |       |       |       |       |       |       |       |       |       |       |       |       |       |       |       |       |       |
| 第2話  | 人にとって、他の人間は獰猛な狼のようなものだ。 Homo homini lupus. | 重信康     | 齋藤ゆうすけ 伊藤優一 [ 146 ]                            | 山本辰                                                           | 廣瀬智仁 幸野浩二 小野木三斉 伊藤哲也 山田勝 西田美弥子 [ 146 ] | 市川美帆   | プラウトゥス 『ロバ物語』                                                               |       |       |       |       |       |       |       |       |       |       |       |       |       |       |       |       |       |
| 第3話  | 忘れたいことほど、忘れることはできない。 Man vergisst nicht, wenn man vergessen will. | 小太刀右京 | 齋藤ゆうすけ 瀬村俊一郎 [ 147 ]                          | 長澤雄樹                                                         | 幸野浩二 廣瀬智仁 小野木三斉 山田勝 藤田亜耶乃 株式会社レグリム ユン スビン グァン ウンゾ ANI-G [ 148 ]                                                                                | 市川美帆   | F・W・ニーチェ 『曙光』                                                                 |       |       |       |       |       |       |       |       |       |       |       |       |       |       |       |       |       |
| 第4話  | あなたにできるのは自分の目的のために行動することまでで、 その結果を望むようにすることはできない。 Karmany-evardharas te ma phaleshu kadachana.                                                                                      | 勝冶京子   | 金澤洪充                                                 | 殿勝秀樹                                                         | IM Ryeo Hee PARK Soon Ok WON Mi-na [ 150 ] | 市川美帆   | 著者不明 『バガヴァッド・ギーター』                                                     |       |       |       |       |       |       |       |       |       |       |       |       |       |       |       |       |       |
| 第5話  | 運命は勇気ある者を助ける。 Fortes fortuna adjuvat. | 小太刀右京 | 根楠陽貴                                                 | 金森勝                                                           | 伊藤哲也 稲田真樹 小野木三斉 木村拓馬 山田なぎさ 廣瀬智仁 幸野浩二 西田美弥子 藤田亜耶乃 山田勝 [ 152 ]                                                                                | 市川美帆   | ウェルギリウス 『アエネーイス』                                                         |       |       |       |       |       |       |       |       |       |       |       |       |       |       |       |       |       |
| 第6話  | 悪を行うよりも、その悪に傷つけられる方が良い。 Accipere quam facere injuriam praestat. | 勝冶京子   | 齋藤ゆうすけ 瀬村俊一郎 [ 153 ]                          | 鈴木拓磨                                                         | 王宣靜 伊藤哲也 上田彩朔 木村拓馬 古村祐香里 山田なぎさ [ 153 ] | 市川美帆   | キケロ 『トゥスクルム荘対談集』                                                         |       |       |       |       |       |       |       |       |       |       |       |       |       |       |       |       |       |
| 第7話  | 人は自らの本質と向き合うのを避けるためなら、 どんな愚かな行いにも手を染めてしまう。 People will do anything, no matter how absurd, in order to avoid facing their own souls.                                                        | 重信康     | 金澤洪充                                                 | 藤原和々                                                         | 安形佳己 上田彩朔 小野木三斉 樋口博美 廣瀬智仁 幸野浩二 西田美弥子 山田勝 [ 155 ] | 市川美帆   | C・G・ユング 『心理学と錬金術』                                                         |       |       |       |       |       |       |       |       |       |       |       |       |       |       |       |       |       |
| 第8話  | 過去を顧みぬ者はそれを繰り返し、裁かれる。 Those who cannot remember the past are condemned to repeat it. | 重信康     | 久行宏和 齋藤ゆうすけ [ 156 ]                            | 鈴木拓磨                                                         | 小野木三斉 西田美弥子 幸野浩二 廣瀬智仁 安形佳己 山形孝二 樋口博美 山田勝 川本由記子 [ 156 ]                                                                                           | 市川美帆   | ジョージ・サンタヤーナ 『道理の命』                                                     |       |       |       |       |       |       |       |       |       |       |       |       |       |       |       |       |       |
| 第9話  | 最高の法は、最大の不正を生み出す。 Summum jus summa injuria. | 小太刀右京 | 根楠陽貴                                                 | 根楠陽貴                                                         | 福原恵次 古池ゆかり 洪範錫 正金寺直子 [ 157 ] | 市川美帆   | キケロ 『義務について』                                                                 |       |       |       |       |       |       |       |       |       |       |       |       |       |       |       |       |       |
| 第10話 | 不条理な結論に至る第一の原因は、解決の手段が不足していることだ。 The first cause of Absurd conclusions I ascribe to the want of Method.                                                                                             | 勝冶京子   | 島津裕行                                                 | 長澤雄樹                                                         | 安形佳巳 小野木三斉 山形孝二 山田勝 幸野浩二 廣瀬智仁 木村拓馬 西田美弥子 山田なぎさ [ 158 ]                                                                                           | 市川美帆   | トマス・ホッブズ 『リヴァイアサン』                                                     |       |       |       |       |       |       |       |       |       |       |       |       |       |       |       |       |       |
| 第11話 | 愛にはたったひとつの決まりしかない。それは愛する者を幸福に導くことだ。 Il n'y a qu'une loi en sentiment. C'est de faire le bonheur de ce qu'on aime.                                                                                | 重信康     | 岩畑剛一 島津裕行 金澤洪充 岡本英樹 [ 159 ]              | 金森勝                                                           | 伊藤哲也 西田美弥子 小野木三斉 幸野浩二 山田勝 三橋桜子 廣瀬智仁 市川美帆 [ 159 ] | 市川美帆   | スタンダール 『1805年6月19日の日記』                                                    |       |       |       |       |       |       |       |       |       |       |       |       |       |       |       |       |       |
| 第12話 | 欲望のために世界を変えるのではなく、まず己を変えよ。 A changer mes desirs que l'ordre du monde. | 勝冶京子   | 齋藤ゆうすけ                                             | 金森勝 長澤雄樹 [ 160 ]                                          | 伊藤哲也 西田美弥子 小野木三斉 幸野浩二 廣瀬智仁 山田勝 伝動軸 [ 160 ] | 市川美帆   | ルネ・デカルト 『方法序説』                                                             |       |       |       |       |       |       |       |       |       |       |       |       |       |       |       |       |       |
| 第13話 | 愛は最も良い教師である。 Amor magister est optimus. | 重信康     | 橋本裕之                                                 | 橋本裕之                                                         | 幸野浩二 伊藤哲也 小野木三斉 廣瀬智仁 山田勝 西田美弥子 木村拓馬 橋森有加 三橋桜子 [ 161 ]                                                                                             | 市川美帆   | 小プリニウス 『プリニウス書簡集』                                                       |       |       |       |       |       |       |       |       |       |       |       |       |       |       |       |       |       |

## 放送
第1期は日本国内においてAT-X、TOKYO MXほかにて2017年7月から9月まで放送された。2019年7月からはサンテレビにて再放送が行われた。配信ではニコニコ生放送やAbemaTVなど、複数のサイトで一挙放送が行われた。第2期は日本国内においてAT-X、TOKYO MXほかにて2022年7月から9月まで放送された。第3期は日本国内においてAT-X、TOKYO MXほかにて2024年1月から3月まで放送された。
アメリカではファニメーションにて2017年6月から英語の吹き替え版が配信された。また、同国ではCrunchyrollにて2017年7月から英語の字幕版がストリーミング配信された。経済メディアサイト「エコノタイムズ」によれば、本作はCrunchyrollで最も人気のある作品の1つであるという。
中国大陸ではビリビリ動画にて2017年7月から配信された。情報サイト「ホビーテレパ」によれば、学園モノのアニメ作品では本作が上位に食い込んでいるとのこと。
シンガポールではAnimax Asiaにて2017年11月から放送された。
| 放送期間                | 放送時間                     | 放送局      | 対象地域 | 備考                                 |
| ----------------------- | ---------------------------- | ----------- | -------- | ------------------------------------ |
| 2017年7月12日 - 9月27日 | 水曜 23:30 - 木曜 0:00       | AT-X        | 日本全域 | 製作参加 / CS放送 / リピート放送あり |
| 2017年7月13日 - 9月28日 | 木曜 1:05 - 1:35（水曜深夜） | TOKYO MX    | 東京都   |                                      |
|                         |                              | KBS京都     | 京都府   |                                      |
|                         | 木曜 1:30 - 2:00（水曜深夜） | サンテレビ  | 兵庫県   |                                      |
|                         | 木曜 2:35 - 3:05（水曜深夜） | テレビ愛知  | 愛知県   |                                      |
|                         |                              | TVQ九州放送 | 福岡県   |                                      |
| 2017年7月14日 - 9月29日 | 金曜 23:00 - 23:30           | BS11        | 日本全域 | BS放送 / 『ANIME+』枠                |

| 配信開始日    | 配信時間                     | 配信サイト |
| ------------- | ---------------------------- | --- |
| 2017年7月13日 | 木曜 1:05 - 1:35（水曜深夜） | AbemaTV |
|               | 木曜 12:00 更新              | dアニメストア |
| 2017年7月19日 | 水曜 更新                    | ニコニコチャンネル GYAO! Rakuten TV ひかりTV バンダイチャンネル hulu U-NEXT アニメ放題 J:COMオンデマンド ビデオパス Amazonビデオ FOD PlayStation Video DMM.com ビデオマーケット ムービーフルPlus HAPPY!動画 |

| 放送期間               | 放送時間                     | 放送局     | 対象地域 | 備考                                            |
| ---------------------- | ---------------------------- | ---------- | -------- | ----------------------------------------------- |
| 2022年7月4日 - 9月26日 | 月曜 21:00 - 21:30           | AT-X       | 日本全域 | 製作参加 / CS放送 / 字幕放送 / リピート放送あり |
|                        | 月曜 22:30 - 23:00           | TOKYO MX   | 東京都   |                                                 |
|                        | 月曜 23:30 - 火曜 0:00       | BS日テレ   | 日本全域 | BS/BS4K放送 / 『アニメにむちゅ〜』枠            |
| 2022年7月5日 - 9月27日 | 火曜 0:00 - 0:30（月曜深夜） | KBS京都    | 京都府   |                                                 |
|                        |                              | サンテレビ | 兵庫県   |                                                 |
|                        | 火曜 2:05 - 2:35（月曜深夜） | テレビ愛知 | 愛知県   |                                                 |

| 配信開始日        | 配信時間           | 配信サイト |
| ----------------- | ------------------ | --- |
| 2022年7月4日      | 月曜 22:00 - 22:30 | ABEMA |
| 2022年7月7日      | 木曜 22:00 更新    | dアニメストア |
| 2022年7月11日以降 | 順次配信           | ニコニコチャンネル GYAO! FOD NETFLIX バンダイチャンネル hulu TELASA J:COMオンデマンド みるプラス見放題プレミアム アニメ放題 Amazonビデオ ディズニープラス U-NEXT Rakuten TV music.jp ビデオマーケット HAPPY!動画 クランクイン！ビデオ |

| 放送期間               | 放送時間                     | 放送局     | 対象地域 | 備考                                            |
| ---------------------- | ---------------------------- | ---------- | -------- | ----------------------------------------------- |
| 2024年1月3日 - 3月27日 | 水曜 22:30 - 23:00           | AT-X       | 日本全域 | 製作参加 / CS放送 / 字幕放送 / リピート放送あり |
|                        | 水曜 23:30 - 木曜 0:00       | TOKYO MX   | 東京都   |                                                 |
| 2024年1月4日 - 3月28日 | 木曜 0:30 - 1:00（水曜深夜） | BS日テレ   | 日本全域 | BS/BS4K放送 / 『アニメにむちゅ〜』枠            |
|                        |                              | サンテレビ | 兵庫県   |                                                 |
|                        | 木曜 2:05 - 2:35（水曜深夜） | テレビ愛知 | 愛知県   |                                                 |
| 2024年1月5日 - 3月29日 | 金曜 0:30 - 1:00（木曜深夜） | KBS京都    | 京都府   |                                                 |

| 配信開始日   | 配信時間           | 配信サイト |
| ------------ | ------------------ | --- |
| 2024年1月3日 | 水曜 23:00 - 23:30 | ABEMA |
| 2024年1月6日 | 土曜 23:00 更新    | dアニメストア |
| 2024年1月8日 | 月曜 23:00 更新    | NETFLIX Lemino ニコニコチャンネル ディズニープラス バンダイチャンネル Hulu TELASA J:COM STREAM milplus見放題パックプライム U-NEXT アニメ放題 Prime Video FOD DMM TV music.jp ビデオマーケット カンテレドーガ HAPPY!動画 クランクイン！ビデオ |

## BD / DVD
第1期のBlu-ray&DVDは2017年10月から2018年1月にかけて全4巻が発売された。各巻初回購入特典ではキャラクター原案・トモセシュンサクやキャラクターデザイン・森田和明による描き下ろしグッズ、原作・衣笠彰梧による書き下ろしオーディオドラマCD、スペシャルブックレットなどが、各巻毎回特典ではオーディオコメンタリー、原作・衣笠彰梧による書き下ろしWEB予告などがそれぞれ付属されている。第1期のBlu-ray BOXは2022年6月24日に発売された。2017年に放送された第1期全12話が収録されており、毎回特典ではスペシャルアウターケースや特製デジパック、スペシャルブックレットなどが付属されている。
第2期のBlu-ray&DVDは2022年10月より順次発売予定だったが、本編映像のクオリティアップのため、発売が延期された。その後、同年12月から2023年3月にかけて第4巻が発売された。各巻初回購入特典ではキャラクター原案・トモセシュンサクによる描き下ろしアウターケース、キャラクターデザイン・森田和明による描き下ろしデジパック、スペシャルブックレットなどが、各巻毎回特典ではオーディオコメンタリー、原作・衣笠彰梧による書き下ろしWEB予告などがそれぞれ付属されている。また、第1巻の初回購入特典でのみ原作・衣笠彰梧による書き下ろし小説『ようこそ実力至上主義の教室へ0』が付属されている。
第3期のBlu-ray&DVDは2024年4月より順次発売予定だったが、諸般の事情により、発売が延期された。各巻初回購入特典ではキャラクター原案・トモセシュンサクによる描き下ろしアウターケース、キャラクターデザイン・森田和明による描き下ろしデジパック、スペシャルブックレットなどが、各巻毎回特典ではオーディオコメンタリー、原作・衣笠彰梧による書き下ろしWEB予告などがそれぞれ付属されている。
各店舗購入特典については、テレビアニメ『ようこそ実力至上主義の教室へ』公式サイトおよび各店舗の公式サイトを参照されたし。
| 巻  | 発売日        | 収録話          | 規格品番   | 規格品番   |
| 巻  | 発売日        | 収録話          | BD         | DVD        |
| --- | ------------- | --------------- | ---------- | ---------- |
| 1   | 2017年10月4日 | 第1話 - 第3話   | ZMXZ-11371 | ZMBZ-11381 |
| 2   | 2017年11月8日 | 第4話 - 第6話   | ZMXZ-11372 | ZMBZ-11382 |
| 3   | 2017年12月6日 | 第7話 - 第9話   | ZMXZ-11373 | ZMBZ-11383 |
| 4   | 2018年1月10日 | 第10話 - 第12話 | ZMXZ-11374 | ZMBZ-11384 |
| BOX | 2022年6月24日 | 全12話          | ZMAZ-15601 | -          |

| 巻 | 発売日         | 収録話          | 規格品番   | 規格品番   |
| 巻 | 発売日         | 収録話          | BD         | DVD        |
| -- | -------------- | --------------- | ---------- | ---------- |
| 1  | 2022年12月23日 | 第1話 - 第4話   | ZMXZ-15881 | ZMBZ-15891 |
| 2  | 2023年1月25日  | 第5話 - 第7話   | ZMXZ-15882 | ZMBZ-15892 |
| 3  | 2023年2月22日  | 第8話 - 第10話  | ZMXZ-15883 | ZMBZ-15893 |
| 4  | 2023年3月24日  | 第11話 - 第13話 | ZMXZ-15884 | ZMBZ-15894 |

| 巻 | 発売日        | 収録話          | 規格品番   | 規格品番   |
| 巻 | 発売日        | 収録話          | BD         | DVD        |
| -- | ------------- | --------------- | ---------- | ---------- |
| 1  | 2024年5月29日 | 第1話 - 第4話   | ZMXZ-17321 | ZMBZ-17331 |
| 2  | 2024年6月26日 | 第5話 - 第7話   | ZMXZ-17322 | ZMBZ-17332 |
| 3  | 2024年7月24日 | 第8話 - 第10話  | ZMXZ-17323 | ZMBZ-17333 |
| 4  | 2024年8月28日 | 第11話 - 第13話 | ZMXZ-17324 | ZMBZ-17334 |

## サウンドトラック
2018年1月10日に高橋諒による第1期のオリジナルサウンドトラック『TVアニメ『ようこそ実力至上主義の教室へ』オリジナルサウンドトラック ようこそ実力至上主義の教室へ 音楽集』がランティスから発売された。本サウンドトラックには高橋制作の劇伴に加え、ZAQによるOP「カーストルーム」（TV Sizeバージョン）、MinamiによるED「Beautiful Soldier」（TV Sizeバージョン）も収録されている。
2024年3月27日に横山克、橋口佳奈による第2期・第3期のオリジナルサウンドトラック『TVアニメ『ようこそ実力至上主義の教室へ』オリジナル・サウンドトラック (2nd Season & 3rd Season)』がランティスから発売された。本サウンドトラックには横山、橋口制作の劇伴に加え、ZAQによるOP「Dance In The Game」「マイナーピース」（共にAnime Size）、渕上舞によるED「人芝居」 (Anime Size) 、ニノミヤユイによるED「今世大革命」「Fixer」（共にAnime Size）も収録されている。また、同日には第1期サウンドトラックがサブスクリプションで解禁された。

## 関連メディア

### Web番組

#### 第1期（Web番組）
Webラジオ番組「ようこそ実力至上主義のラジオへ」が音泉にて2017年7月11日から10月10日まで毎週火曜に配信された。パーソナリティは鬼頭明里（堀北鈴音 役）と久保ユリカ（櫛田桔梗 役）が務めた。
『AbemaTV』にて本作の第1回生放送特番が2017年7月29日、第2回生放送特番が同年9月2日にそれぞれ配信された。第1回配信では鬼頭明里と久保ユリカ、第2回配信では千葉翔也（綾小路清隆 役）と鬼頭明里がそれぞれ出演した。
『電人☆ゲッチャ！』にて本作の特集が2017年8月3日に放送された。本放送ではZAQ（OPアーティスト）が出演した。
2017年12月20日に本作のYouTubeLive生放送特番が配信された。本YouTubeLiveには千葉翔也と久保ユリカが出演した。

#### 第2期（Web番組）
2022年3月6日にYouTubeLive生放送特番「アニメプロジェクト発表会」が配信された。本YouTubeLiveには千葉翔也と久保ユリカが出演した。
2022年12月25日にYouTubeにて第2期のクリスマススペシャル生配信が行われた。本スペシャル生配信では千葉翔也、久保ユリカ、水中雅章（龍園翔 役）が出演した。

#### 第3期（Web番組）
2024年1月7日にYouTubeにて第3期放送開始記念特番が配信された。本特番では千葉翔也、日高里菜（坂柳有栖 役）が出演した。

### Web動画
2017年5月12日に『ようこそ実力至上主義の教室へ』のテレビアニメ化を告知するテレビCMのPVがYouTubeにて公開された。本PVでは山本希望がナレーションを務めた。
2017年6月24日に本作のPVがYouTubeにて公開された。本PVでは千葉翔也がナレーションを務めたほか、OP主題歌「カーストルーム」の音源も解禁された。
2022年3月6日に本作のアニメプロジェクトPVが公開された。本PVでは第2期のキャストやスタッフ、主題歌の情報が解禁されたほか、第3期が2023年に放送されることに加えて原作の1年生編が全てアニメ化されることが発表された。
2025年3月に開催されたイベント「AnimeJapan 2025」にて第4期のティザーPVが公開された。

### ゲーム
JOROより本作初のソーシャルゲーム「ようこそ実力至上主義の教室へ〜マージパズル特別試験〜」が2024年2月1日にリリースされた。本ゲームオリジナルのキャラクターシナリオやテレビアニメ本編では描かれなかったサイドストーリーなどのオリジナル要素が盛り込まれている。

## イベント

### 第1期（イベント）
2017年6月24日に科学技術館サイエンスホールにて、第1話の先行上映会が行われた。本イベントには千葉翔也（綾小路清隆 役）、鬼頭明里（堀北鈴音 役）、久保ユリカ（櫛田桔梗 役）、竹達彩奈（軽井沢恵 役）、東山奈央（一之瀬帆波 役）が登壇した。
2017年9月10日にベルサール秋葉原にて開催された「MF文庫J 夏の学園祭2017」で、本作のWebラジオ番組「ようこそ実力至上主義のラジオへ」の公開録音が行われた。本イベントには、千葉翔也、鬼頭明里、久保ユリカ、M・A・O（佐倉愛里 役）が登壇した。
2017年9月27日に角川シネマ新宿にて、最終話の先行上映会が行われた。上映後には「ようこそ実力至上主義のラジオへ」の公開収録も行われた。本イベントには千葉翔也、鬼頭明里、久保ユリカが登壇した。
2018年1月14日に日本教育会館 一ツ橋ホールにて、本作のスペシャルイベントが昼公演と夜公演の2部制で行われた。本イベントには第1話先行上映会で登壇した上述の5名に加え、M・A・O、佐藤利奈（茶柱佐枝 役）、ZAQ（OPアーティスト）、Minami（EDアーティスト）が登壇した。
2018年4月7日に台湾で開催されたイベント「高雄国際動漫節」にて本作がステージ招待された。本イベントには千葉翔也が登壇した。

### 第2期（イベント）
2022年3月26日に東京ビッグサイトで行われた「アニメジャパン2022」にて本作のステージイベントが行われた。本イベントには千葉翔也、久保ユリカ、水中雅章（龍園翔 役）が登壇した。
2022年6月27日に第2期の放送直前キャスト出演TV特番が放送された。本特番には千葉翔也、鬼頭明里、久保ユリカ、梅原裕一郎（堀北学 役）が出演した。
2022年8月24日から同年9月19日までAKIHABARA ゲーマーズ本店にて、テレビアニメ『ようこそ実力至上主義の教室へ 2nd Season』のミュージアムが開催された。

### 第3期（イベント）
2024年3月20日から同年4月14日までAKIHABARA ゲーマーズ本店にて、テレビアニメ『ようこそ実力至上主義の教室へ 3rd Season』のミュージアムが開催された。

## 企画・コラボレーション
2017年9月8日から同年9月18日までキュアメイドカフェ（東京・秋葉原）にて、「『ようこそ実力至上主義の教室へ』カフェ 〜自立への大いなる一歩は満足なる胃にあり。〜」が開催され、本作に登場するキャラクターをイメージしたフードやスイーツ、試験問題を解かないと注文できないスペシャルドリンクなどが提供された。
2017年9月8日から同年10月8日までカラオケパセラ（AKIBA マルチエンターテインメント・秋葉原電気街店・秋葉原 昭和通り館）にて、キャラクターをイメージしたドリンクを店舗ごとに提供され、さらにスタンプラリーも同時開催された。
2017年9月15日から同年10月4日までキャラクターコラボクレープ専門店「キャラクレ！」（Club Marion Yodobashi Akiba店）にて、鬼頭明里と久保ユリカが考案したコラボクレープが提供された。本コラボは、「ようこそ実力至上主義のラジオへ」と「キャラクレ！」のタイアップにより実現した。
2022年9月5日から同月25日までスマートフォン向けテキサスホールデムポーカーアプリ「m HOLD'EM」（サミー株式会社）にて、本作とのコラボイベントが実施された。また、2023年11月20日から同年12月3日まで復刻コラボイベントが行われた。
2022年9月24日から同年10月23日まで株式会社GENDA GiGO Entertainmentとのタイアップキャンペーン「ようこそ実力至上主義の教室へ×GiGO / セガのお店キャンペーン」が開催された。
2024年1月11日から同月17日までリズムゲーム「D4DJ Groovy Mix」にて本作とのコラボイベントが行われた。
2024年6月から香水の輸入販売を手がけるフェアリーテイル株式会社より、本作の登場人物である綾小路清隆、堀北鈴音、軽井沢恵、櫛田桔梗、坂柳有栖、一之瀬帆波、龍園翔をそれぞれイメージした香水の販売が行われている。
2025年1月31日にアナログゲームブランド「カドアナ」より本作の対戦型カードゲーム「ようこそ実力至上主義の教室へ カードゲーム」が発売された。
2025年5月7日からDAXELとサミーのタイアップによるパチスロ機種「スマスロ ようこそ実力至上主義の教室へ」が導入予定となっている。